# Prix japonais
Le prix du Japon (日本国際賞, Nihon-kokusai-shō,, en anglais : Japan Prize) est décerné à des personnes à travers le monde dont « les accomplissements originaux et exceptionnels en sciences ou en technologie sont reconnus comme ayant fait avancer les frontières de la connaissance et servi la cause de la paix et de la prospérité de l'humanité ». Le prix est décerné par la Japan Prize Foundation. Depuis sa création en 1985, la fondation a décerné un prix à 81 personnes, de 13 pays différents.

## Informations
Le prix consiste en un certificat, une médaille commémorative et un prix d'une valeur approximative de cinquante millions de yens. Seules les personnes vivantes peuvent être nommées. Aucune discrimination n'est faite sur la nationalité, le métier, l'ethnie ou le genre. Chaque novembre, la fondation sélectionne deux domaines pour le prix, suivant les dernières modes et évolutions dans le domaine des sciences et de la technologie. Le processus de sélection et de nomination prend environ une année. Les lauréats sont annoncés en janvier.
La remise des prix commence par une cérémonie présidée par l'empereur du Japon et l'impératrice. Le premier ministre du Japon, les présidents des assemblées parlementaires, le procureur-en-chef de la Cour Suprême, les ambassadeurs ainsi qu'un millier d'autres invités, dont des membres du monde académique, de l'entreprise et de la presse, sont invités. L'événement se déroule au Théâtre national du Japon.

## Création
La création du prix du Japon fut motivé par la volonté du Japon d'exprimer sa gratitude à la société internationale pour ses progrès. Le prix fut sponsorisé à l'origine par Kōnosuke Matsushita, fondateur de Panasonic. Il devint ainsi le premier président de la Fondation.
C'est en 1982 que la fondation est établie juridiquement, et qu'elle est reconnue par le cabinet du premier ministre. En 1985 a lieu la première cérémonie à Tokyo.

## Renommée
Le prix du Japon est souvent considéré comme un des prix les plus prestigieux dans le domaine des sciences et de la technologie. Lors de sa création, son ambition était de concurrencer le prix Nobel.

## Liste des lauréats
| - 1985 : John Robinson Pierce et Ephraïm Katzir - 1986 : David Turnbull (en) et Willem Johan Kolff - 1987 : Henry Beachell (de), Gurdev S. Khush (en), et Theodore Maiman - 1988 : Georges Vendryes, Donald A. Henderson, Isao Arita (en), Frank Fenner, Luc Montagnier et Robert Gallo - 1989 : Frank Sherwood Rowland et Elias James Corey | - 1990 : Marvin Minsky en informatique, William Jason Morgan, Dan Peter McKenzie et Xavier Le Pichon en géosciences - 1991 : Jacques-Louis Lions et John Julian Wild (en) - 1992 : Gerhard Ertl et Ernest John Christopher Polge (en) - 1993 : Frank Press et Kary B. Mullis - 1994 : William Hayward Pickering et Arvid Carlsson - 1995 : Nick Holonyak Jr. et Edward Fred Knipling - 1996 : Charles Kao et Masao Itō - 1997 : Takashi Sugimura (de), Bruce Ames, Joseph Engelberger (en) et Hiroyuki Yoshikawa - 1998 : Leo Esaki, Jozef S. Schell et Marc Van Montagu - 1999 : W. Wesley Peterson (en), Jack L. Strominger et Don C. Wiley (en)           |
| - 2000 : Ian McHarg et Kimishige Ishizaka - 2001 : John Goodenough et Timothy R. Parsons (en) - 2002 : Tim Berners-Lee, Anne McLaren et Andrzej Tarkowski - 2003 : Benoît Mandelbrot, James A. Yorke (en) et Seiji Ogawa - 2004 : Kenichi Honda (en), Akira Fujishima (en), Keith J. Sainsbury et John H. Lawton (en) - 2005 : Makoto Nagao (en), Masatoshi Takeichi et Erkki Ruoslahti - 2006 : John T. Houghton et Akira Endō - 2007 : Albert Fert, Peter Grünberg et Peter Shaw Ashton - 2008 : Vint Cerf, Robert E. Kahn et Victor McKusick - 2009 : Dennis Meadows et David E. Kuhl | - 2010 : Shun’ichi Iwasaki (de) et Peter Vitousek (en) - 2011 : Kenneth Thompson et Dennis Ritchie, Tadamitsu Kishimoto (en) et Toshio Hirano - 2012 : - Janet Rowley, Brian Druker et Nicholas Lydon en médecine - Masato Sagawa en énergie - 2013 : C. Grant Willson, Jean Fréchet et John Frederick Grassle - 2014 : Yasuharu Suematsu (en) et Charles David Allis - 2015 : Yutaka Takahasi, Theodore Friedmann, Alain Fischer - 2016 : Hideo Hosono, Steven Dale Tanksley - 2017 : - Emmanuelle Charpentier & Jennifer Doudna - Adi Shamir - 2018 : - Akira Yoshino - Max Dale Cooper & Jacques Miller. - 2019 : - Yoshio Okamoto (en) - Rattan Lal (en) |
| - 2020 : - Robert G. Gallager - Svante Pääbo - 2021 : - Martin Green - Bert Vogelstein et Robert Weinberg - 2022 : - Katalin Karikó - Drew Weissman | |